# Moralistik
Moralistik ist eine philosophische Literaturgattung, deren Vertreter die Sitten (lateinisch mores) und Handlungsweisen ihrer Mitmenschen beobachten, beschreiben und deuten.

## Historischer Überblick
Die literarische Bewegung der Moralistik hat sich ab der Renaissance von der italienischen Hofkultur über Westeuropa ausgebreitet. Beispiele für bedeutende Vertreter der Moralistik sind etwa Machiavelli und Castiglione in Italien, Montaigne und La Rochefoucauld in Frankreich, Francis Bacon und Thomas Browne in England, Quevedo und Baltasar Gracián in Spanien oder Thomasius und Knigge in Deutschland.
Die philosophischen Ursprünge der Moralistik finden sich in der Ethik der Antike und im Humanismus. Die grundlegende Erkenntnis der Moralisten ist die, dass der Mensch neben legalen und ethischen auch gesellschaftliche Verhaltensnormen benötigt. Letztere sind dabei ausschlaggebend für den Erfolg und das Ansehen des Individuums in seinem Umfeld.
Die ersten Moralisten waren politisch in die adlige Hofkultur eingebunden. Ihre zwischenmenschlichen Erfahrungen und Beobachtungen sammelten und kommentierten sie, anfangs vor allem in Essays oder Aphorismen. Die Erkenntnisse konnten als Richtlinien für das „höfliche“ Verhalten übernommen werden, obschon die Moralisten die Gesellschaft weder systematisch analysierten, noch Verhaltensnormen für konkrete Lebenssituationen entwickelten. Verschiedene Idealtypen des zielstrebigen, aber dennoch autonom denkenden Aristokraten wurden entwickelt. Beispielsweise waren dies der „Gentleman“ in England oder der „honnête homme“ in Frankreich.
Zentrale Themenbereiche, die in der Geschichte der Moralistik immer wieder aufgegriffen wurden, sind beispielsweise die Autonomie des Denkens, die Natur des Menschen, Integrität und Vernunft, Glück und Vergänglichkeit, gesellschaftliche Isolation und die allgemeine Beziehungsfähigkeit der Menschen untereinander, beispielsweise in Ehe oder Freundschaft.
Mit der Aufklärung trat aber zunehmend die harsche Kritik an der Gesellschaft in den Mittelpunkt der Moralistik. Von diversen Moralisten wurden gar die Loslösung von gesellschaftlichen Zwängen und vom Streben nach Erfolg und Ansehen propagiert.
Im 19. und 20. bedienten sich bekannte Philosophen wie Schopenhauer oder Nietzsche moralistischer Ausdrucksformen und Ansätze. Sie können allerdings nicht mehr als Moralisten im ursprünglichen Sinne gesehen werden. Vielmehr hatten sie ihr Augenmerk auf andere Bereiche der Philosophie gelegt und praktizierten die moralistische Tradition nur noch nebenbei.

## Die englische Aufklärungsmoralistik
In England wandten sich erst ab Mitte des 17. Jahrhunderts vermehrt Gelehrte der neuen Philosophieströmung der Moralistik zu. Auch sie bedienten sich anfangs vornehmlich der Form des Essays zur normativen Beschreibung gesellschaftlicher Abläufe. Vor allem Francis Bacon und Thomas Browne erlangten durch das Aufgreifen moralistischer Kernfragen großes Ansehen und zählen bis heute zu den bekanntesten Vertretern der englischen Literaturgeschichte.
Früher als in den kontinentaleuropäischen Ländern begann 1688 in England die Auflösung der absolutistischen Herrschaftsstrukturen. Als direkte oder indirekte Konsequenz der Einführung demokratischer Grundformen erweiterte sich sowohl der Konsum als auch die Produktion moralistischer Schriften von der geschlossenen Hofkultur auf große Teile des Bürgertums. Mit der Gründung von Kaffeehäusern und Debattierklubs boten sich darüber hinaus neue Plattformen für den Meinungsaustausch zwischen den Moralisten des frühen 18. Jahrhunderts. Die Moralistik erlebte in dieser Zeit der gesellschaftlichen Orientierungslosigkeit einen Richtungswechsel. Zwar blieben die diskutierten Kernfragen aus der französischen und der frühen englischen Moralistik im Fokus der Autoren, doch erweiterte sich die Vielfalt der Medien, derer sie sich bedienten. Vermehrt wurde es zum Ziel, die gewonnenen Erkenntnisse einem möglichst großen Publikum zugänglich zu machen. Neue Erzählformen wurden entwickelt oder bereits bestehende für die Moralistik adaptiert. In der Folge entstanden etwa moralistische Romane, Dramen, Gedichte, Reiseberichte oder auch Zeitschriften (sogenannte periodical essays). Als einschlägige Beispiele für diese Ablösung von „klassischen“ moralistischen Ausdrucksformen können etwa Jonathan Swifts Roman Gullivers Reisen oder die Zeitschriftenessays von Richard Steele und Joseph Addison im Tatler und im Spectator genannt werden.
Zunehmend wurden die Reflexionen und Geschichten mit fiktiven Elementen oder satirischer Gesellschaftskritik ausgeschmückt. William Hogarth verarbeitete moralistische Kernthemen gar in Gemälden und Kupferstichen und schuf damit die Grundlagen für die heute gängige Karikatur. Tatsächlich trafen die neu entstandenen Werke den Nerv der Zeit und finden bis zum heutigen Tag großen Anklang bei der Leserschaft.